# Nungga
Nungga is een bestuurslaag in het regentschap Bima van de provincie West-Nusa Tenggara, Indonesië. Nungga telt 1913 inwoners (volkstelling 2010).